# RSX Reality Synthesizer

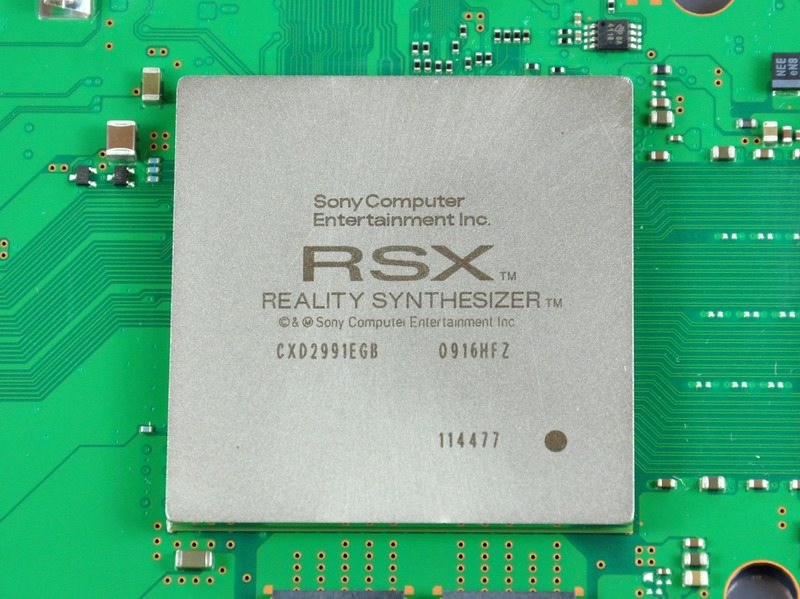
PS3の基板上に実装されたRSX

RSX (アールエスエックス) は、ソニー・コンピュータエンタテインメント (SCE) とNVIDIAによって開発されたPlayStation 3向けのGraphics Processing Unit (GPU) である。

## 概要
SCEはPS3のGPUとしてCellベースのメディアプロセッサ「Cell Reality Synthesizer」を検討していたが、2004年末にNVIDIAとの共同開発を電撃発表し、GeForceベースのカスタム版「RSX」が採用された。

## 特徴
RSXはGeForce 7800 GTXをPS3向けにカスタマイズしたプログラマブルシェーダー世代のグラフィックチップであり、G71とは別に並行して設計・開発が行われた。
同世代のゲーム機であるXbox 360とは違い、既存の独立型シェーダーエンジンとメモリシステムとなっているが、CellのSPUに描画処理を肩代わりさせたり、メインメモリにアクセスすることでシステム自体のグラフィック機能や性能を拡張できる。
発表当初はNVIDIAの中でも最先端の機能と性能を誇る次世代チップであったが、コスト削減のためにメモリインターフェイスとROPユニットがミドルレンジクラスとなっており、最終的には発熱を抑えるために発表時のスペックからコアクロックとメモリクロックが引き下げられている。これらにより、初期の開発キットで動いていたPS3用タイトルは調整を余儀なくされた。
またPS3自体の開発遅延もあり、発売日直前にNVIDIAからGeForce 8800シリーズを発表されてしまうことで次世代感が損なわれてしまったが、SPUの活用が進むことで後年になるまでグラフィックの進化が続き、リッチなビジュアルを実現したタイトルが供給された。

## 仕様
- コアクロック周波数：500 MHz
- トランジスタ数：3億以上
- アーキテクチャ：CineFX 4.0
  - シェーダーモデル：3.0
  - ピクセルパイプライン：24
  - 頂点シェーダユニット：8
  - ROPユニット：8
  - テクスチャキャッシュ容量：576 KB
  - テクセルフィルレート：12 Gtexel/s
  - 浮動小数点演算性能：192 GFLOPS
- メモリ容量：256 MB
  - メモリインターフェイス：128 bit
  - メモリ帯域：20.8GB/s
- 接続インターフェイス：FlexIO
  - 読み込み：20 GB/s
  - 書き込み：15 GB/s
- サポートAPI：PSGL (OpenGL ES 1.1 + NVIDIA Cg)

|                      | 90nm  | 65nm  | 40nm  | 28nm  |
| -------------------- | ----- | ----- | ----- | ----- |
| チップ面積 (mm2)     | 258   | 186   | 114   | 68    |
| グラフィックスメモリ | GDDR3 | GDDR3 | GDDR3 | GDDR5 |
| メモリチップ数       | 4     | 4     | 4     | 2     |